# Vương cung thánh đường Đức Mẹ Hòa Bình
Vương cung thánh đường Đức Mẹ Hòa Bình (tiếng Pháp: Basilique Notre-Dame de la Paix) là một tiểu vương cung thánh đường Công giáo La Mã dành cho Đức Mẹ Hòa Bình nằm tại Yamoussoukro, thủ đô hành chính của Bờ Biển Ngà. Công trình này là tác phẩm của kiến trúc sư người Libăng Pierre Fakhoury và được mệnh danh là Nhà thờ Thánh Phêrô của Châu Phi. Nhà thờ được xây dựng từ năm 1985 đến 1989 với chi phí ước tính được đưa ra bởi các nhóm khác nhau. Một số thông tin cho rằng, chi phi xây dựng khoảng 175 triệu đôla Mỹ, 300 triệu đô la Mỹ, hoặc 400 triệu đô la Mỹ, thậm chí là 600 triệu đô la Mỹ. Thiết kế mái vòm và quảng trường chính được bao quanh lấy cảm hứng từ Vương cung thánh đường Thánh Phêrô tại Vatican, mặc dù nó không phải là một bản sao hoàn chỉnh. Những viên gạch đầu tiên được đặt vào ngày 10 tháng 8 năm 1985 và được thánh hiến vào ngày 10 tháng 9 năm 1990 bởi Đức Giáo hoàng Gioan Phaolô II, người thay mặt cho Giáo hội Công giáo chấp nhận nhà thờ như là một món quà của Félix Houphouët-Boigny, tổng thống đầu tiên của Bờ Biển Ngà.
Nó là một phần của Giáo phận Yamoussoukro. Mặc dù rất quy mô và hoành tráng nhưng nhà thờ này lại không phải là một Nhà thờ chính tòa. Nhà thờ Thánh Augustinô cách đó chưa đầy 3 km có kích thước nhỏ hơn nhưng lại là nơi thờ phụng chính và là ngai tòa giám mục của giáo phận Yamoussoukro.
Sách Kỷ lục Guinness liệt kê Vương cung thánh đường Đức Mẹ Hòa Bình sau khi nó được hoàn thành trở thành nhà thờ lớn nhất thế giới, vượt qua công trình nắm giữ kỷ lục trước đó là Vương cung thánh đường Thánh Phêrô. Công trình có diện tích 30.000 mét vuông (320.000 foot vuông) và cao 158 mét (518 ft). Tuy nhiên, nó cũng bao gồm cả nhà của giám mục và một dinh thự (tính trong tổng diện tích) không phải là một phần của nhà thờ. Vương cung thánh đường này có thể chứa tới 180.000 người so với con số 60.000 của Vương cung thánh đường Thánh Phêrô. Tuy vậy, các buổi lễ thông thường tiến hành tại vương cung này thường cũng chỉ có vài trăm người tham dự. Nó được quản lý bởi Hội Tông đồ Công giáo Ba Lan và chi phí hàng năm ước đạt 1,5 triệu đôla Mỹ.

## Kiến trúc

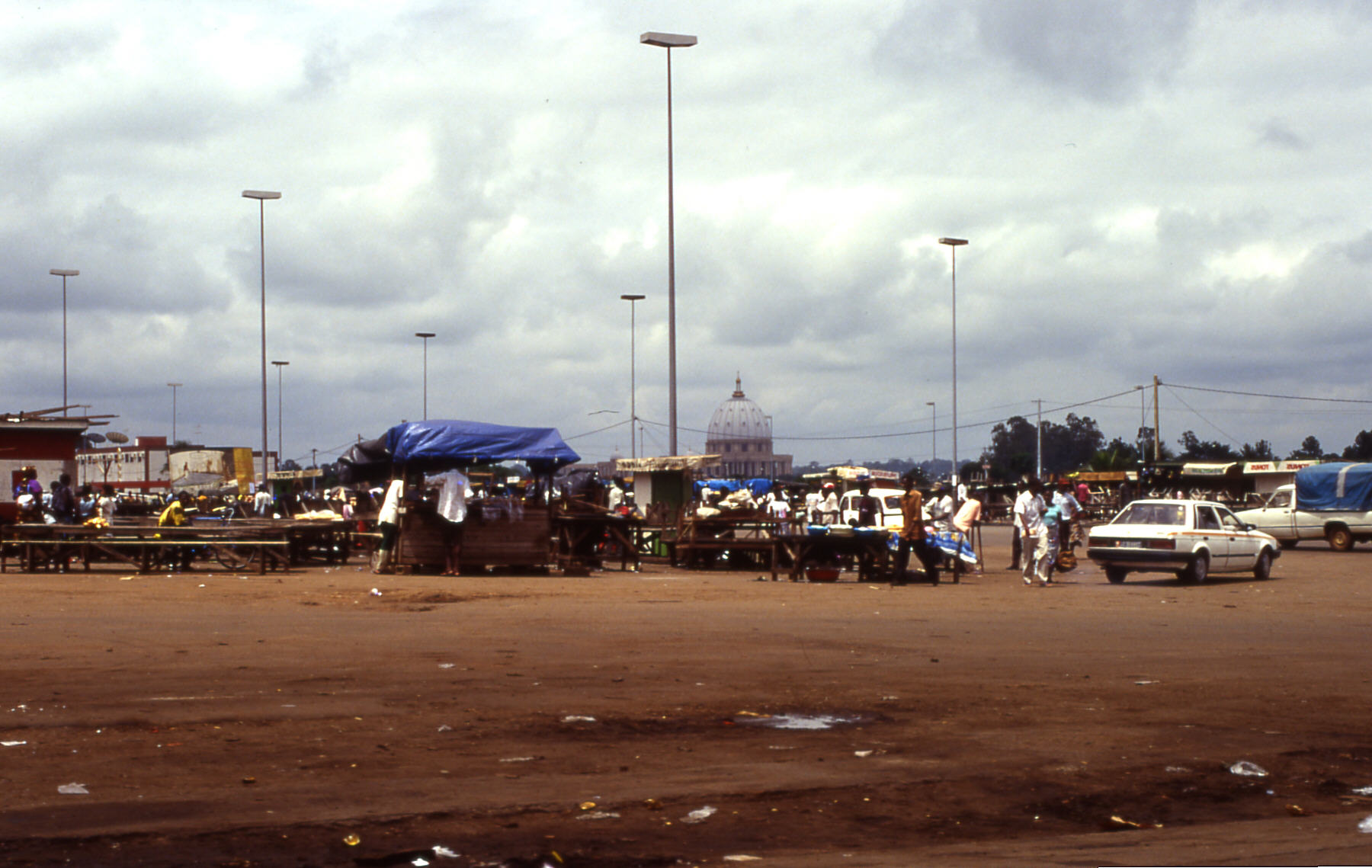
Công trình bị chỉ trích và bị so sánh giữa các tòa nhà xa hoa với khu vực nghèo xung quanh vào năm 1995.

Công trình được thiết kế bởi kiến trúc sư người Libăng là Pierre Fakhoury với một mái vòm thấp hơn một chút so với Vương cung thánh đường Thánh Phêrô nhưng lại có một cây thánh giá trên đỉnh vòm lớn hơn. Chiều cao khi hoàn thành của nó là 158 mét (518 ft). Vương cung thánh đường được xây dựng bằng đá cẩm thạch nhập khẩu từ Ý cùng với 7.000 mét vuông (75.000 foot vuông) kính màu đương đại từ Pháp.
Các cột trụ của vương cung thánh đường này rất phong phú nhưng không đồng nhất về kiểu dáng. Gian giữa của nó có thể chứa tới 7.000 người và thêm 11.000 người nữa khi đứng. Có hai biệt thự giống hệt nhau nằm ngoài nhà thờ và một trong hai là nơi ở của các giáo sĩ quản lý nhà thờ. Căn biệt thự còn lại giành riêng cho các chuyến thăm của Giáo hoàng và cho đến nay nó mới chỉ được sử dụng duy nhất một lần, đó là khi nhà thờ này được thánh hiến vào năm 1990. Có 7.000 ghế ngồi trong nhà thờ được làm từ Iroko, một loài cây thân gỗ bản địa của Tây Phi.

## Xây dựng
Vương cung được xây dựng bởi Dumez, một công ty xây dựng của Pháp. Khi quá trình xây dựng bắt đầu, chi phí xây dựng của nó đã gây tranh cãi trên toàn cầu, đặc biệt là Bờ Biển Ngà đang trải qua một cuộc khủng hoảng kinh tế và tài chính vào thời điểm đó. Giáo hoàng Gioan Phaolô II đồng ý thánh hiến với điều kiện một bệnh viện phải được xây dựng gần đó. Tuy nhiên, công trình đã bị đóng băng trong cuộc khủng hoảng chính trị-quân sự từ năm 2002 đến 2011, chỉ được hoàn thành vào năm 2014 và khánh thành vào tháng 1 năm 2015. Chi phí xây dựng của nó là 21,3 triệu Euro.
Một số tuyên bố nói rằng, chi phí xây dựng vương cung thánh đường đã khiến nợ công của Bờ Biển Ngà tăng lên gấp đôi, nhưng thực sự điều này không được tìm thấy trong các dữ liệu văn bản.

## Tưởng niệm
Tổng thống Bờ Biển Ngà Félix Houphouët-Boigny đã chọn nơi sinh của ông là Yamoussoukro trở thành thủ đô mới của đất nước vào năm 1983. Là một phần của kế hoạch xây dựng, nhà thờ này được xây dựng với mong muốn của vị tổng thống này, nó sẽ trở thành nhà thờ vĩ đại nhất của thế giới. Nhờ vị trí của nó mà giới truyền thông gọi nhà thờ này là "Vương cung thánh đường tại Bush". Houphouët-Boigny tin rằng, nó sẽ trở thành một địa điểm hành hương cho những người công giáo của châu Phi.